# Otto Heinrich Warburg
Otto Heinrich Warburg (Freiburg, 12. listopada 1883. – Berlin, 1. kolovoza 1970.), njemački fiziolog i liječnik, dobitnik Nobelove nagrade za fiziologiju ili medicinu 1931. godine.

## Raniji život
Rođen od oca Emila Warburga (obitelji koja je prešla sa židovske vjere na protestantizam krajem 16. stoljeća), kemičara a poslije znamenitog fizičara (predsjednik Fizikalno-tehničkog instituta početkom 20. stoljeća) i majke iz obitelji državnih službenika iz Badena.
Doktorat iz kemije zaslužio je 1906.g. Učio je od velikog Emil Fischera. Nakon studija kemije Otto je završio i studij medicine u Heidelberg u kod Ludolfa von Krehla 1911.g. Između 1908.g. i 1914.g. svoja istraživanja radio je u Italiji, u Napulju, u Stanici za morsku biologiju (ital. Stazione Zoologica). 
Sudjelovao je u 1. svjetskom ratu kao konjanik gdje je zaslužio i Željezni križ. Pred kraj rata, napustio je vojsku na zamolbu Alberta Einsteina (koji je poznavao Ottovog oca), "kako ne bi bio izgubljen njegov talent" i pridružio mu se na sveučilištu.

## Znanstveni rad i otkrića
Dok je boravio u Italiji Warburg je istraživao potrošnju kisika jajašaca morskih ježinaca poslije oplodnje, i dokazao je da nakon oplodnje brzina disanja raste čak i do šest puta. Također je dokazao da je željezo nužno za razvoj stadija larve.
Godine 1918. je postavljen za profesora biologije na Institutu Cara Wilhelma u Berlinu. 1931.g. je postao direktor odjela za fiziologiju stanice na tom institutu (danas se taj institut zove Institut Maxa Plancka).
Nakon povratka u Njemačku istraživao je metabolizam tumora i stanično disanje, posebno tumorskih stanica i 1931. godine dobio je Nobelovu nagradu za fiziologiju ili medicinu za "otkriće prirode i načina rada respiratornih enzima stanice".
Poslije je (1953.g.) još jedan od znanstvenika iz Warburgovog laboratorija dobio Nobelovu nagradu za fiziologiju ili medicinu: Hans Adolf Krebs za potpunu identifikaciju ciklusa limunske kiseline (Krebsov ciklus).

## Hipoteza nastanka raka
Godine 1924. Warburg je zaključio da je rast raka prouzročen time što tumorska stanica proizvodi energiju (kao što je adenozin trifosfat - ATP) putem anaerobne fermentacije šećera (proces što se zove glikoliza), dok zdrava stanica pretvara šećer u energiju uz prisutnost kisika. On dalje zaključuje da je rak mitohondrijska disfunkcija.
"Rak kao nijedna druga bolest ima nebrojene sekundarne uzroke" zaključuje Warburg, a njegov često navođeni citat za primarni uzrok raka je: "... glavni uzrok raka je promjena normalne respiracije kisika u stanici s anaerobnom fermentacijom šećera."

## Vanjske poveznice
- Nobelova nagrada - životopis (engl.)